# (9342) Carygrant
(9342) Carygrant (1991 PJ7) – planetoida z grupy pasa głównego asteroid okrążająca Słońce w ciągu 3,46 lat w średniej odległości 2,29 j.a. Odkryta 6 sierpnia 1991 roku.
Nazwę nadano od angielsko-amerykańskiego aktora Cary’ego Granta.